# 2162 Anhui
2162 Anhui este un asteroid din centura principală, descoperit pe 30 ianuarie 1966.